# Einfriedung Mittagstraße 6

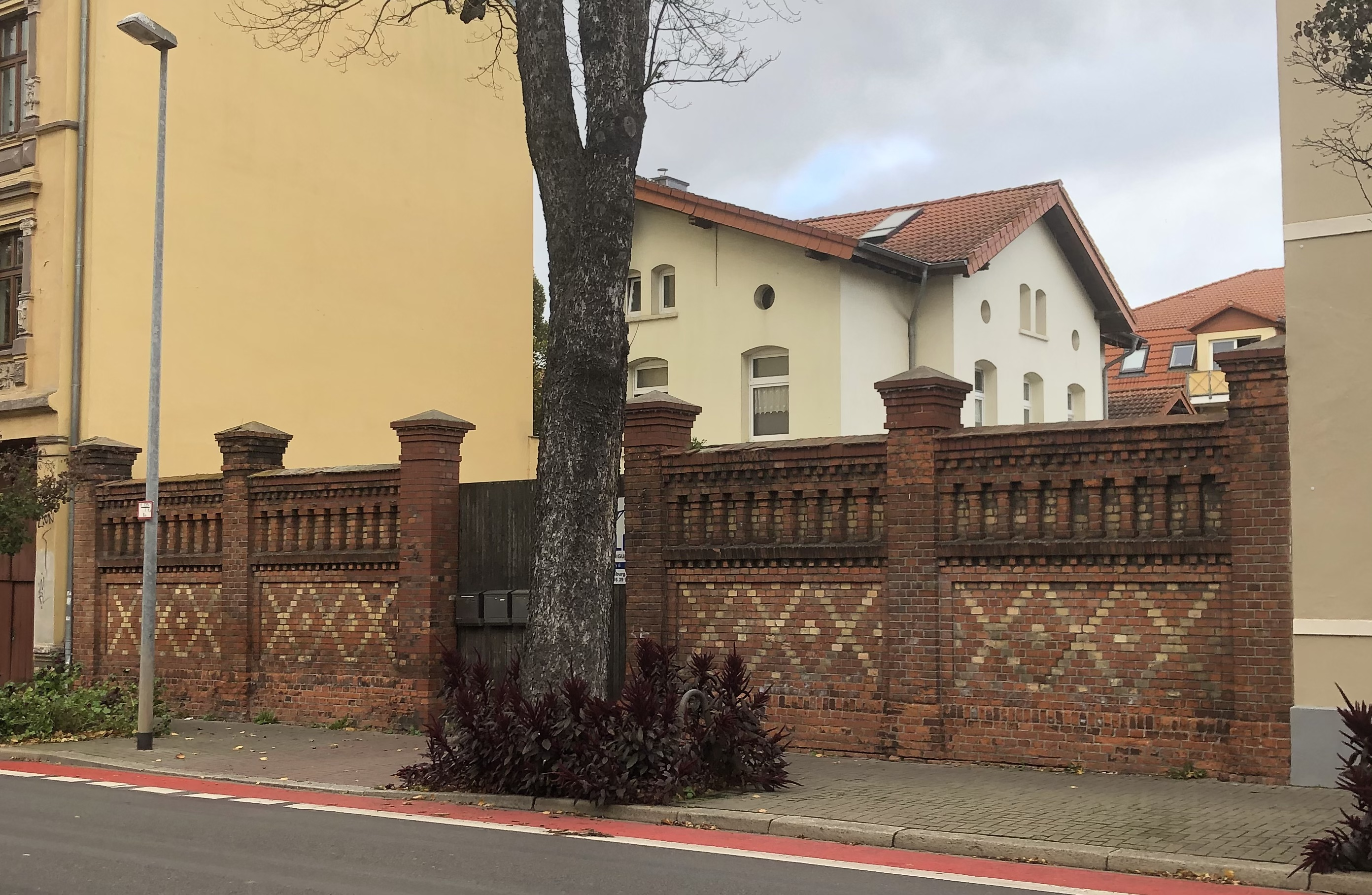
Einfriedung Mittagstraße 6, 2021

Die Einfriedung Mittagstraße 6 ist eine denkmalgeschützte Grundstückseinfriedung in Magdeburg in Sachsen-Anhalt.

## Lage
Die Einfriedung befindet sich auf der Nordseite der Mittagstraße im Magdeburger Stadtteil Neue Neustadt. Unmittelbar westlich grenzt das gleichfalls denkmalgeschützte Haus Mittagstraße 7 an.

## Architektur und Geschichte
Die Grundstückseinfriedung ist eine zur Straße hin aus roten Ziegelsteinen errichtete Mauer. Sie entstand vermutlich im Jahr 1884 gemeinsam mit einem Wirtschaftsbau samt Kutscherwohnung für den Unternehmer Hans Hauswaldt. Die Mauer ist durch Pfeiler in vier Segmente unterteilt und mittels gelber Ziegelsteine mit einem Kreuzmuster versehen. Mittig ist die Grundstückseinfahrt angeordnet.
Im örtlichen Denkmalverzeichnis ist die Einfriedung unter der Erfassungsnummer 094 82809 als Baudenkmal verzeichnet.